# Colón Fútbol Club
Maillots
La Colón Futbol Club était un club uruguayen de football basé à Montevideo.

## Historique
- 1907 - Colón Fútbol Club
- 1965 - 1re participation en 1re division uruguayen (Saison : 1964-65)
- 2004 - Le club abandonne le football

## Palmarès
- Championnat d'Uruguay de football D2 (2)
  - Champion : 1964, 1982
- Championnat d'Uruguay de football D3 (6)
  - Champion : 1925, 1927, 1931, 1954, 1988, 2000